# Fernando Arretxe Caminondo
Fernando Arretxe Caminondo (Valcarlos (Navarra), 1961), més conegut com a Arretxe I, és un dels jugadors de pilota basca més importants dels anys 90. Son fill Iker, segueix la nissaga amb el malnom Arretxe II.
Debutà amb 20 anys, i en la seua carrera com a professional de la pilota a mà ha estat amb diverses empreses: Eskulari, Reur, Asegarce, Frontis.

## Palmarés
- Campió del Manomanista, 1994 i 1997.
- Subcampió del Manomanista, 1996 i 1999.
- Campió per parelles, 1991, 1992 i 1994.
- Subcampió per parelles, 1989, 1993 i 1996.
- Campió del Quatre i mig, 1996.